# A Hard Day's Night (canção)
A Hard Day's Night é uma canção da banda de Rock inglesa The Beatles. Composta por John Lennon, creditada à Lennon/McCartney. Foi lançada como um single com "Things We Said Today" no lado B. 
A canção serviu de trilha sonora para o primeiro filme dos Beatles: "A Hard Day's Night e foi lançada no álbum  mesmo nome. A canção ficou em primeiro lugar quando foi lançada e apresentava um acorde único em seu início.
McCartney, que não tocava "A Hard Day's Night" desde 31 de agosto de 1965, voltou a interpretar a música em abril de 2016, assumindo os vocais de Lennon.

## Título
O título da canção é originado a partir de algo dito por Ringo Starr, baterista dos Beatles. Starr descreveu desta forma, em uma entrevista com o disc jockey Dave Hull, em 1964: "Fomos fazer um trabalho, tínhamos trabalhado o dia todo e a noite toda também! Cheguei ainda pensando que era dia, e disse: "Foi um dia duro ... e eu olhei em volta e vi que estava escuro, então eu disse, ... a noite! Então chegamos a A Hard Day's Night".

## Composição
John Lennon escreveu a música em uma noite, e apresentou aos outros Beatles na manhã seguinte (a letra do manuscrito original pode ser vista na British Library, rabiscada em caneta esferográfica nas costas de um cartão de aniversário).

## Lançamento e recepção
O Reino Unido ouviu pela primeira vez "A Hard Day’s Night" em 10 de julho de 1964, quando foi lançada como um single. Tanto o álbum como o single foram lançados pela Parlophone Records. Uma semana depois a música expulsou os Rolling Stones, com "It's All Over Now", do topo das paradas britânicas em 25 de julho de 1964. O single ficou em primeiro lugar por três semanas e durou mais nove semanas nas paradas.

## Créditos
- John Lennon – vocal principal, guitarra base
- Paul McCartney – vocal harmônico, baixo
- George Harrison – guitarra de doze cordas
- Ringo Starr – bateria, bongôs, caneca
- George Martin – piano